# Ricky Dillon
Richard Porter "Ricky" Dillon Jr. (4 de abril de 1992) é um cantor, compositor e youtuber americano. Em sete anos no YouTube, Dillon acumulou mais de 3 milhões de inscritos em seu canal, bem como mais de 270 milhões de visualizações em seus vídeos.

## Carreira

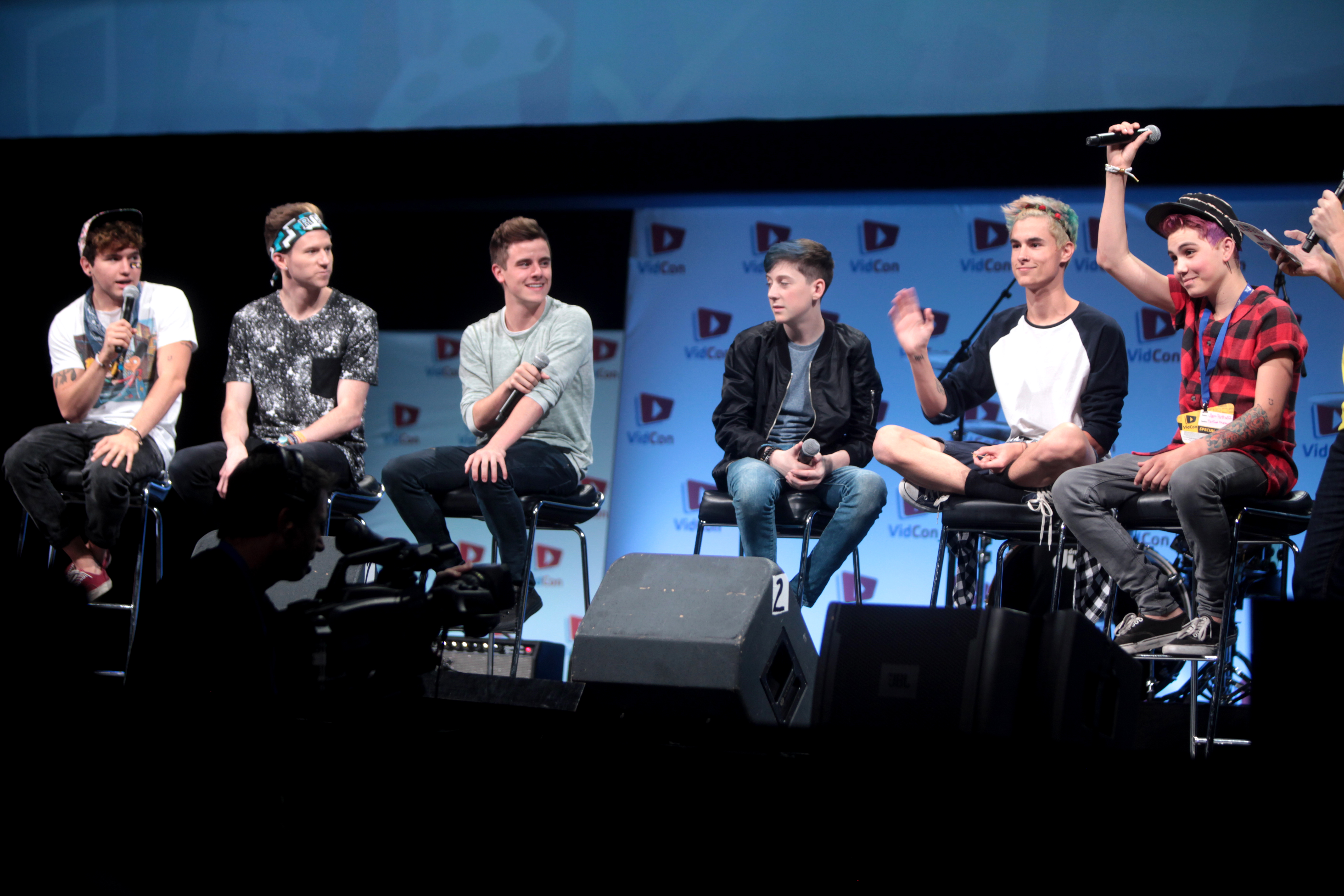
Ricky Dillon com outros membros do canal O2L (Our2ndLife).

Dillon iniciou sua carreira no YouTube em 2009. Dillon também ganhou fama com o supergrupo Our2ndLife onde ele, Connor Franta, JC Caylen, Kian Lawley, Trevor Moran e Sam Pottorff fizeram uma turnê internacional e acumularam três milhões de inscritos antes do grupo se separar em dezembro de 2014. Ele também é parceiro da Fullscreen e participou do festival InTour.
Dillon estrelou a série Breaking Out. Ele também foi membro de um canal colaborativo no YouTube, conhecido como Our2ndLife até sua dissolução em fevereiro de 2015. Em 2014, Dillon lançou seu single de estréia, intitulado "Ordinary". O primeiro EP de Dillon, intitulado RPD, foi lançado em 26 de janeiro de 2015. Em julho de 2015, Dillon lançou seu segundo single intitulado "BEAT". Em uma entrevista a People Magazine na VidCon 2015, Dillon insinuou uma nova canção chamada "Gold", essa seria uma das faixas de seu segundo EP.
Dillon mencionou em múltiplas entrevistas que Demi Lovato é a sua principal influência na carreira musical. Em 1 de dezembro de 2015, Dillon anunciou o lançamento de seu álbum de estréia Gold, que foi lançado em 15 de janeiro de 2016. As 10 faixas (produzidas por Bobby J Frausto) são precedidas pelo single "Steal the Show", lançado em 28 de dezembro. Snoop Dogg, Trevor Moran e Shelby Wadell estão presentes no álbum. O vídeo musical do segundo single "Problematic" (com Snoop Dogg) foi lançado em 15 de janeiro.